# Região Geográfica Imediata de Jaru

Localização da Região Imediata de Jaru em Rondônia.

A Região Geográfica Imediata de Jaru é uma das 6 regiões imediatas do estado brasileiro de Rondônia, uma das 3 regiões imediatas que compõem a Região Geográfica Intermediária de Porto Velho e uma das 509 regiões imediatas no Brasil, criadas pelo IBGE em 2017. É composta de 5 municípios.

## Municípios[3]
- Governador Jorge Teixeira
- Jaru
- Machadinho D'Oeste
- Theobroma
- Vale do Anari